# Tjornaja
Tjornaja (ryska: Чёрная) är ett vattendrag i Belarus.   Det ligger i voblasten Vitsebsks voblast, i den nordöstra delen av landet, 210 km öster om huvudstaden Minsk.
Omgivningarna runt Tjornaja är en mosaik av jordbruksmark och naturlig växtlighet. Runt Tjornaja är det ganska tätbefolkat, med 104 invånare per kvadratkilometer.